# Wang Yan (atleta)
Wang Yan (王妍S, Wáng YánP; 3 maggio 1971) è un'ex marciatrice cinese.

## Palmarès

### Olimpiadi
- 1 medaglia:
  - 1 bronzo (Atlanta 1996 nella marcia 10 km)

### Mondiali
- 1 medaglia:
  - 1 argento (Siviglia 1999 nella marcia 20 km)

### Mondiali a squadre
- 1 medaglia:
  - 1 oro (Monterrey 1993 nella marcia 10 km)

### Giochi dell'Asia orientale
- 1 medaglia:
  - 1 bronzo (Osaka 2001 nella marcia 20 km)

### Mondiali Under 20
- 1 medaglia:
  - 1 oro (Atene 1986 nella marcia 5 km)